# Абдуллаев, Рауф Джанбахиш оглы
Рауф Джанбахиш оглы Абдуллаев (азерб. Rauf Canbaxış oğlu Abdullayev; род. 29 октября 1937, Баку) — азербайджанский и советский дирижёр. Народный артист Азербайджанской ССР (1982), Заслуженный деятель искусств Азербайджанской ССР (1970), лауреат Государственной премии Азербайджанской ССР (1988) и премии Ленинского Коммунистического Союза Молодёжи Азербайджанской ССР (1976).

## Биография
В 1959 году окончил Азербайджанскую консерваторию. В 1965 году окончил Ленинградскую консерваторию, класс дирижирования Николая Рабиновича.
С 1968 года — главный дирижёр Театра оперы и балета имени Ахундова.
С 1984 года по настоящее время является художественным руководителем и главным дирижёром Азербайджанского Симфонического Оркестра имени У. Гаджибекова.
В период с 1991 по 1997 год — главный дирижёр Государственного театра оперы и балета Анкары. Будучи главным дирижёром Государственного Театра Оперы и Балета в Анкаре, дважды (1993 и 1997 годах) удостоен премии «Лучший дирижёр года».
В 1986 году явился одним из основателей, совместно с композиторами Ф. Караевым и О. Фельзером, проводимого в Баку международного фестиваля современной музыки имени Кара Караева.

### Участие в постановке балетов
- «Классическая симфония» на музыку С. С. Прокофьева (1966);
- «Спартак» А. Хачатуряна (1967);
- «Семь красавиц» К. Караева (1969 и 1978);
- «Лейли и Меджнун» К. Караева, «Тени Гобустана» Ф. Караева (1969);
- «Калейдоскоп» на музыку Д. Скарлатти и Ф. Караева (1971 год);
- «Тропою грома» К. Караева (1975)[1].

## Награды
- Орден «Независимость» (28 октября 2017) — за большие заслуги в развитии и пропаганде азербайджанской музыкальной культуры[6].
- Орден «Честь» (22 октября 2012) — за заслуги в пропаганде азербайджанской музыки[7].
- Орден «Слава» (6 декабря 1997) — за заслуги в развитии азербайджанской музыкальной культуры[8]
- Орден «Труд» I степени (28 октября 2022) — за большие заслуги в развитии азербайджанской музыкальной культуры[9].
- Орден Дружбы народов.
- Народный артист Азербайджанской ССР (1 декабря 1982).
- Заслуженный деятель искусств Азербайджанской ССР (21 мая 1970)[10].
- Почётная грамота Президиума Верховного Совета Азербайджанской ССР (7 июля 1967).
- Почётная грамота Президиума Верховного Совета Азербайджанской ССР (24 февраля 1979)[11].
- Государственная премия Азербайджанской ССР (26 апреля 1988).
- Премия Гейдара Алиева (10 мая 2023) — за особые заслуги в развитии азербайджанской культуры[12]
- Персональная пенсия Президента Азербайджанской Республики (5 июля 2003)[13]
- Премия Ленинского Коммунистического Союза Молодёжи Азербайджанской ССР (1976).
- Международная премия «Золотой чинар» (2018, Азербайджан).
- Межгосударственная премия СНГ «Звёзды Содружества» за 2018 год[14].
- Диплом «Мост» (2008, Германо-азербайджанское общество)[15].